# William Davenant

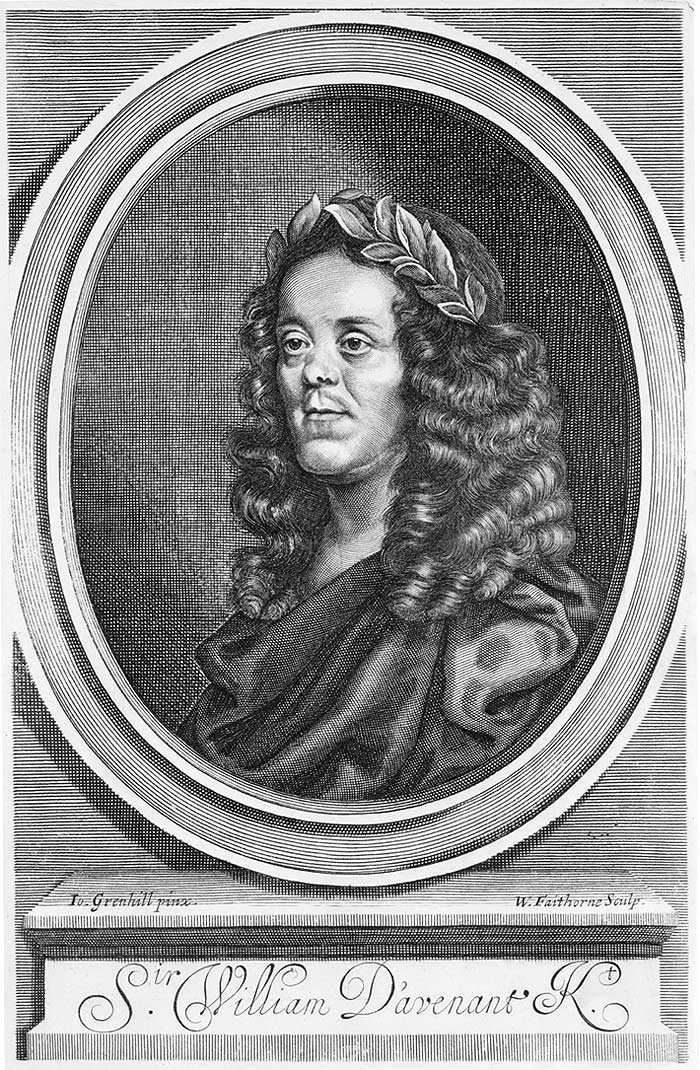
William Davenant

William Davenant, ook wel d'Avenant (Oxford, februari 1606 - Londen, 7 april 1668) was een Engels dichter en toneelschrijver.
Aangezien zijn doop plaatsvond op 3 maart, wordt aangenomen dat Davenant eind februari is geboren. Hij was de zoon van John Davenant, eigenaar van de Crown Tavern (of Crown Inn) en burgemeester van Oxford. Hij studeerde aan de Universiteit van Oxford maar behaalde geen academische graad.
De Crown werd vaak bezocht door William Shakespeare op zijn reizen tussen Stratford-upon-Avon en Londen, en William Davenant was Shakespeares peetzoon. Er gingen zelfs geruchten dat Shakespeare Williams echte vader zou zijn. Deze geruchten werden door Davenant zelf aangemoedigd, maar berusten vrijwel zeker niet op waarheid.
In 1629 schreef Davenant een toneelstuk gebaseerd op de verhaalstof over Rosamunde en Alboin: The Tragedy of Albouin, king of the Lombards.
Na de dood van Ben Jonson in 1637 werd Davenant in 1638 benoemd tot Poet Laureate. Tijdens de Engelse Burgeroorlog koos hij de kant van koning Karel I. In 1641 werd hij beschuldigd van hoogverraad en gevangengezet in de Tower. Twee jaar later echter werd hij geridderd  en sindsdien mag hij als sir benoemd worden. Karel II verleende hem diverse belangrijke functies.
William Davenant werd in Londen bekend als schrijver en producent van populaire maskerspelen of masques. Hij wist het verbod van de puriteinen op theaterspel te ontduiken, door zijn stuk The siege of Rhodes uit 1656 te presenteren als muzikaal en educatief werk. Dit stuk, door sommigen gezien als de eerste Engelse opera, werd spoedig gevolgd door meer opera's.
Na de terugkeer van Karel II uit ballingschap, waarmee het koningschap in Engeland werd hersteld en een wat liberale wind ging waaien, kreeg Davenant in 1660, evenals Thomas Killigrew, de vergunning om een toneelgezelschap op te richten. Samen met John Dryden maakte hij succesvolle bewerkingen van stukken van Shakespeare (The Tempest, Hamlet).
William Davenant overleed aan de gevolgen van syfilis en werd begraven in de Poets' Corner in Westminster Abbey. John Dryden volgde hem op als Poet Laureate.

Gulielmus Peregrinus · Geoffrey Chaucer · John Kay · Bernard André van Toulouse · John Skelton · Edmund Spenser · Samuel Daniel · Ben Jonson · William Davenant · John Dryden · Thomas Shadwell · Nahum Tate · Nicholas Rowe · Laurence Eusden · Colley Cibber · William Whitehead · Thomas Warton · Henry James Pye · Robert Southey · William Wordsworth · Alfred Tennyson · Alfred Austin · Robert Bridges · John Masefield · Cecil Day-Lewis · John Betjeman · Ted Hughes · Andrew Motion · Carol Ann Duffy
- Biblioteca Nacional de España: XX1462583
- Bibliothèque nationale de France: cb118987770 (data)
- Gemeinsame Normdatei: 118678981
- International Standard Name Identifier: 0000 0001 2129 6136
- Library of Congress Control Number: n79103858
- MusicBrainz: cc097f94-630e-4fb0-94da-906d40ff91c1
- Nationale Bibliotheek van Tsjechië: mub2015891650
- Nationale bibliotheek van Australië: 35309267
- Nationale Bibliotheek van Israël: 987007274385305171
- Nederlandse Thesaurus van Auteursnamen: 339706872
- Istituto Centrale per il Catalogo Unico: MUSV020264
- LIBRIS: 318643
- SNAC: w64j0p53
- Système universitaire de documentation: 026813394
- Trove: 906506
- Virtual International Authority File: 41838700
- WorldCat: E39PBJrCbr4Wv9rgwjVFWBj6Kd